# Юньи
Юньи́ (фр. Ugny) — коммуна во французском департаменте Мёрт и Мозель региона Лотарингия. Относится к  кантону Лонгийон.	

## География

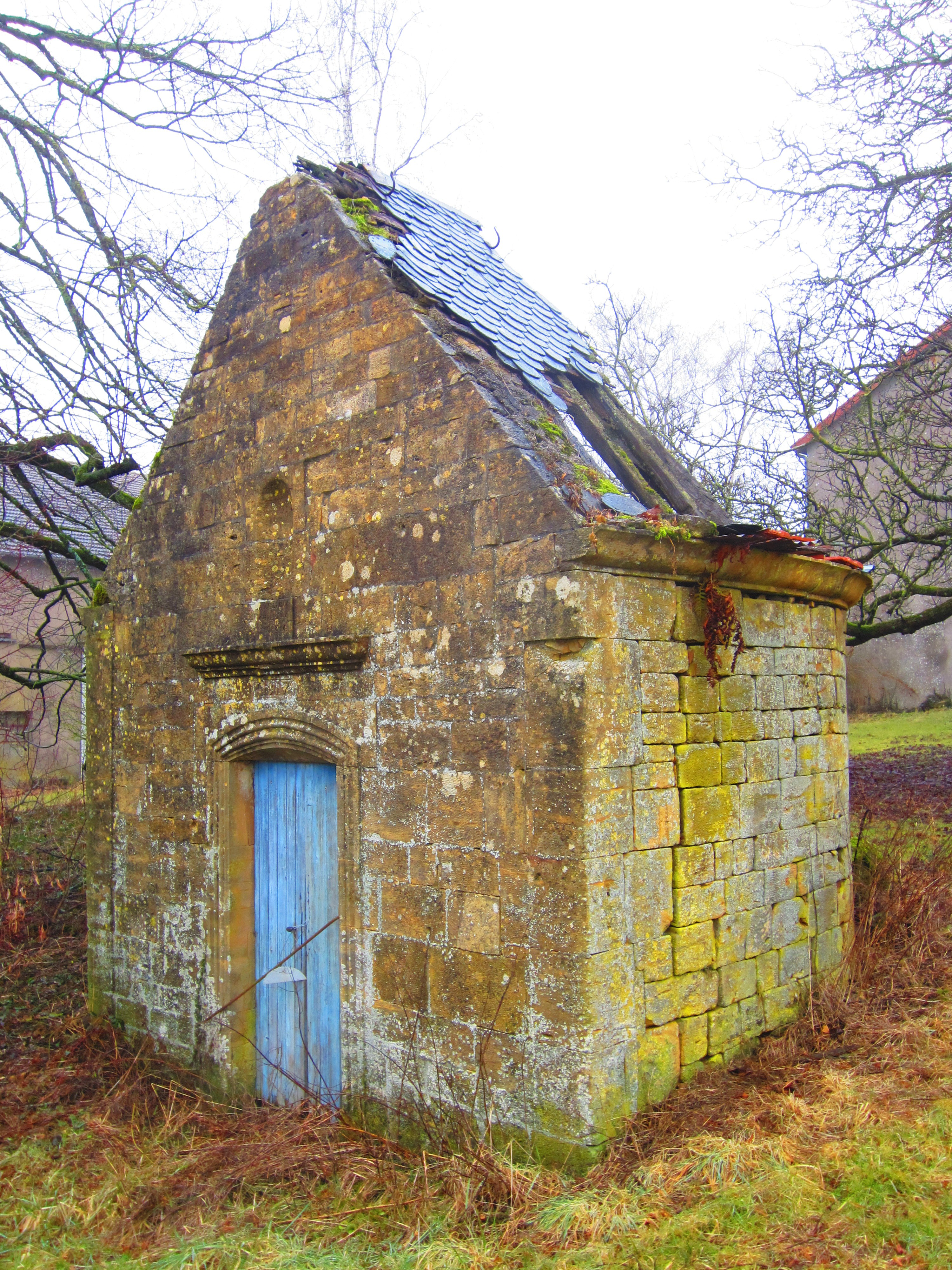
Развалины часовни Сен-Жорж.

Юньи расположен в 55 км к северо-западу от Меца и в 95 км к северу от Нанси. Соседние коммуны: Кон-ла-Гранвиль на севере, Кютри на северо-востоке, Шеньер на востоке, Донкур-ле-Лонгийон на юге, Вивье-сюр-Шье на западе, Монтиньи-сюр-Шье на северо-западе.

## История
- Коммуна входила в историческую провинцию Барруа.

## Демография
Население коммуны на 2010 год составляло 743 человека.
| 1962 | 1968 | 1975 | 1982 | 1990 | 1999 | 2010 |
| ---- | ---- | ---- | ---- | ---- | ---- | ---- |
| 383  | 368  | 420  | 465  | 415  | 444  | 743  |

## Достопримечательности
- На территории коммуны находятся следы галло-романского присутствия, в частности в 1934 году были обнаружена мозаика и фрески этого периода.